# Tineophoctonus armatus
Tineophoctonus armatus är en stekelart som först beskrevs av William Harris Ashmead 1888.  Tineophoctonus armatus ingår i släktet Tineophoctonus och familjen sköldlussteklar. Inga underarter finns listade i Catalogue of Life.